# Charles Edward Jarvis
Charles "Charlie" Edward Jarvis (1954 ) es un botánico, curador y editor inglés.
Realiza investigaciones en el Museo de Historia Natural de Londres. Dirigió desde 1981 la tipificación e identificación de los posibles tipos de material vegetal asociada a los más de 9.000 nombres botánicos que fueron publicados por Linneo, trabajando los primeros ocho años en el proyecto por sí solo. Luego se agregaron varios científicos, entre ellos Fred Barrie y Nicholas Turland. Jarvis también tiene la ayuda de la Sociedad linneana de Londres, y el herbario de Linneo en su poder. Desde 1990, Jarvis es el curador de ese herbario. Los nombres de plantas de Linneo tipificadas por el proyecto iniciado en 2007 (a trescientos años del nacimiento de Carlos Linneo) con la publicación de Jarvis " Orden del caos: nombres de plantas de Linneo y de sus tipos", editado por la Soc. linneana de Londres y el Museo de Historia Natural. En 2008 ese libro fue galardonado con el Premio Anual de Literatura del Consejo. El mismo año, el libro también se adjudicó la medalla de Stafleu de la Asociación Internacional de Taxonomía de Plantas (IAPT) para "una excelente publicación en el ámbito de la histórica, bibliográfica y / o nomenclatura de aspectos de sistemática vegetal.
En 1990 Jarvis es galardonado por la Sociedad linneana de Londres con la Medalla Bicentenario un premio debido a un rendimiento excepcional para un biólogo que tiene menos de cuarenta años. Y en 2007 esa Sociedad lo nombra "Miembro honoris causa".

## Algunas publicaciones
Jarvis es coautor de artículos en revistas tales como "Anales de Botánica", "Anales del Jardín Botánico de Missouri", "Diario Botánico de la Sociedad linneana", "Diario de Botánica" nórdicos, y "Taxon Watsonia".
- c.e. Jarvis, nick j. Turland. 1994. The typification of Linnaean plant names in the family Composistae (Asteraceae). Compositae newsletter. Editor Swedish Museum of Natural History, Dept. of Phanerogamic Botany, 2 pp.

### Libros
- c.e. Jarvis. 2007. Order out of chaos: Linnaean plant names and their types. Edición ilustrada de Linnean Society of London in association with the Natural History Museum, London, 1.016 pp. ISBN 0950620777

- ------------. 1993.  A List of Linnaean generic names and their types. Volumen 127 de Regnum vegetabile. Editor	Published for the International Association for Plant Taxonomy by Koeltz Scientific Books, 100 pp.

- La abreviatura «C.E.Jarvis» se emplea para indicar a Charles Edward Jarvis como autoridad en la descripción y clasificación científica de los vegetales.[1]